# Paul Mabille
Jules Paul Mabille (1835 - 6 de abril de 1923, Perreux ) fue un naturalista francés.
Participó activamente de la Sociedad Entomológica de Francia y se interesó principalmente en los lepidópteros y en la Botánica.

## Obra

### Algunas publicaciones
- 1876 Diagnoses d’Hesperiens Bulletin de la Société Entomologique de France (5) 213–215.
- 1876 Sur la classification des Hesperiens avec la description de plusieurs espèces nouvelles. Annales de la Société Entomologique de France (5) 251–274.
- 1876 Catalogue des Lepidopteres de la cote occidental d’Afrique. Bulletin de la Société Zoologique de France 1: 194–203; 274–281.
- 1877 La description de trois espèces nouvelles de lepidopteres de Madagascar Bulletin de la Société Entomologique de France (5)37–39.
- 1877 Diagnoses de nouvelles espèces d’Hesperides Bulletin de la Société Entomologique de France (5) 39–40.
- 1877 Diagnoses de quelques espece nouvelles de Lepidopteres provenent de Madagascar. Bulletin de la Société Entomologique de France (5)71–73.
- 1877 Diagnose d’Hesperides. Petites Nouvelles Entomoloqiques 2:114.
- 1877 Diagnoses de Lepidopteres de Madagascar. Petites Nouvelles Entomoloqiques 2:157–158.
- 1883 Description d'hespéries. Bull. de la Société Entomologique de Belgique 27:LI–LXXVIII.[1]
- 1884 Descriptions de Lépidoptéres exotiques Bull. de la Société Entomologique de Belgique 28 : clxxxiv–cxci, [184–191][2]
- 1908 Essai de révision de la famille des hespérides. Ann. des Sciences naturelles (Zoologie) (9)7(4/6): 167 207, pls. 13 14
- 1912 Essai de révision de la famille des hespérides. Ann. des Sciences naturelles (Zoologie) (9) 16 (1/4): 1 159, 2 pls.
- 1916 Description d'hespérides nouveaux (Lep. Hesperiinae, Sect. B) Bull. de la Société entomologique de France 1916(15): 243 247
- 1917 Description d'hespérides nouveaux (Lep. Hesperiinae, Sect. B) Bull. de la Société entomologique de France 1916(20): 320 325
- 1917 Description d'hespérides nouveaux (Lep.) Bull. de la Société entomologique de France 1917(1): 54 60
- 1917 Description d'hespérides nouveaux (Lep. Hesperiinae, Sect. B). Bull. de la Société entomologique de France 1917(4): 97 101
- 1919 Essai de révision de la famille des hespérides. Ann. des Sciences naturelles (Zoologie) (10) 2 (4/6): 199 258
- con Paul Vuillot
- 1890–1895. Novitates lepidopterologicae. Paris, Paul Vuillot. Varias partes, texto y planchas

ver Database de mariposas africans, publicaciones de Mabille sobre mariposas de África
- La abreviatura «Mabille» se emplea para indicar a Paul Mabille como autoridad en la descripción y clasificación científica de los vegetales.[3]